# Pablo Carranza
Pablo Carranza (Aracaju, 1986) é um cartunista e ilustrador brasileiro. Formado em Publicidade, começou a fazer ilustrações ainda na faculdade, ganhando o primeiro lugar no Salão da Unimep e o segundo lugar no Salão de Humor de Piracicaba. Em 2010, publicou de forma independente o fanzine Aprenda a Falar Tudo em Italiano. Em 2012, lançou o livro Se a vida fosse como a internet, financiado pelo ProAc, do Governo do Estado de São Paulo, e publicado pela editora independente Beleléu. No ano seguinte, esse livro ganhou o Troféu HQ Mix na categoria "melhor publicação de humor gráfico". Em 2014, lançou o fanzine Xingamentos Literais (independente) e a revista Smegma Comix (editora Beleléu), que chegou à quarta edição em 2016.